# Agalliopsis falx
Agalliopsis falx är en insektsart som beskrevs av Nielson och Carolina Godoy 1995. Agalliopsis falx ingår i släktet Agalliopsis och familjen dvärgstritar. Inga underarter finns listade i Catalogue of Life.